# ミツ荒川
ミツ荒川（Mitsu Arakawa、1927年5月23日 - 1997年4月17日）は、アメリカ合衆国のプロレスラー。ハワイ出身の日系アメリカ人。日本名：荒川 三一（あらかわ みつかず）。
グレート東郷やハロルド坂田の影響下にあった日系ヒールとして、NWA、AWA、WWA、WWWF、NWFなど各団体で活躍した。

## 来歴
ハワイ生まれの日系二世。少年時代からスポーツ万能で1953年に沖識名にスカウトされデビュー。太平洋戦争当時、広島で家族が原爆で被爆し、その復讐のためにアメリカでプロレスラーになったというギミックを用いていた。
1950年代後半から1960年代前半にかけて、長らく同じ日系二世の先輩キンジ渋谷とのコンビで活躍。中西部のミネアポリスや西海岸のサンフランシスコ、カナダのバンクーバーからカルガリーまで、各地のタッグタイトルを獲得した。一時、グレート・ミツ（Great Mitsu）またはマイティ・ミツ（Mighty Mitsu）のリングネームも用いていたこともある。
シングルプレイヤーとしても実績を残しており、1965年1月にオーストラリアにてドミニク・デヌーチから豪州版のIWA世界ヘビー級王座を奪取。1966年10月8日にはインディアナポリスにてディック・ザ・ブルーザーを破りWWA世界ヘビー級王座を獲得した。ミネアポリスのAWAでは、バーン・ガニアのAWA世界ヘビー級王座にも再三挑戦している。
1960年代後半からは、ドクター・モトことキラー・トーア・カマタとの新チームで活躍。インディアナポリスのWWAではブルーザー&クラッシャー・リソワスキーの極道コンビと抗争を繰り広げ、1967年10月13日に彼らを下してWWA世界タッグ王座を奪取。同年12月2日にはシカゴにてウイルバー・スナイダー&パット・オコーナーを破りAWA世界タッグ王座にも戴冠。タッグ2冠王として、いずれも1年間におよぶ長期政権を築いた。
1969年、ニューヨークのWWWFにてプロフェッサー・タナカを新パートナーに、ライジング・サンズ（Rising Suns）を結成。同年6月にWWWFインターナショナル・タッグ王座の初代王者チームに認定され、ヘイスタック・カルホーン&ビクター・リベラ、キラー・コワルスキー&ジョージ・スティール、ゴリラ・モンスーン&バロン・ミケル・シクルナなどのチームを相手に防衛戦を行い、12月にリベラ&トニー・マリノに明け渡すまで戴冠していた。シングルでも、ブルーノ・サンマルチノのWWWF世界ヘビー級王座に度々挑戦している。
1971年1月、日本プロレスに来日。先輩日系人レスラーの渋谷、ハロルド坂田、デューク・ケオムカらのように日本陣営には加わらず、外国人サイドでヒールとして試合を行ったが、他の外国人レスラーにも喧嘩を売るなど一匹狼的存在となって異彩を放った。
その後アメリカでは、海外修行に来ていた若手日本人選手の世話役を務め、彼らをパートナーに起用して活動。1972年1月19日には五大湖エリアのNWFでヨシノ・サトこと高千穂明久と組み、トーナメントの決勝でデヌーチ&トニー・パリシのイタリア人コンビを破りNWF世界タッグ王座を獲得。モントリオールではマイティ井上、古巣のWWAではヒゴ・ハマグチことアニマル浜口やキム・ドクとのコンビで活動した。
以降、1970年代中盤もWWAやAWAの試合に出場し、キャリア晩年の1975年から1976年にかけてはテネシーのNWAミッドアメリカ地区に参戦していた。

## 得意技
- オリエンタル・クロー
- ジュードー・チョップ

## 獲得タイトル
NWAミッドウエスト
- 中西部タッグ王座 ：2回（w / トーア・ヤマト）[16]

NWAミネアポリス
- NWA世界タッグ王座（ミネアポリス版）：1回（w / キンジ渋谷）[17]

ノースウエスト・レスリング・プロモーションズ / NWAオールスター・レスリング
- NWA太平洋岸タッグ王座 / NWAカナディアン・タッグ王座（バンクーバー版）：5回（w / ミスター・モト、イワン・カメロフ×2、キンジ渋谷×2）[18][19]

NWAトライステート・スポーツ
- NWA世界タッグ王座（アイダホ / ユタ版）：1回（w / ザ・バット）[20]

アメリカン・レスリング・アライアンス
- AWA世界タッグ王座（サンフランシスコ版）：1回（w / キンジ渋谷）[21]

スタンピード・レスリング
- スタンピード・インターナショナル・タッグ王座：1回（w / キンジ渋谷）[22]

ワールド・チャンピオンシップ・レスリング
- IWA世界ヘビー級王座：1回[4]

ワールド・レスリング・アソシエーション
- WWA世界ヘビー級王座：1回[5]
- WWA世界タッグ王座：2回（w / ドクター・モト）[7]

アメリカン・レスリング・アソシエーション
- AWA世界タッグ王座：1回（w / ドクター・モト）[8]
- AWA中西部タッグ王座：2回（w / ハル佐々木）[23]

ワールド・ワイド・レスリング・フェデレーション
- WWWFインターナショナル・タッグ王座：1回（w / プロフェッサー・タナカ）[9]

ナショナル・レスリング・フェデレーション
- NWF世界タッグ王座：1回（w / ヨシノ・サト）[13]

NWAミッドアメリカ
- NWA世界6人タッグ王座（ミッドアメリカ版）：1回（w / バウンティ・ハンターズ）[24]